# Pierre Van Humbeeck
Pierre Van Humbeeck (Bruxelles, 17 mai 1829-5 juillet 1890) est le premier ministre de l'Instruction publique en Belgique. Cette charge ministérielle fut instaurée à la suite des élections de 1878 remportées par les libéraux réunis par Frère-Orban.

## Biographie
Pierre Van Humbeeck comme Frère-Orban voulait une révision complète du compromis de 1854. Dans la nouvelle loi qu'il fait adopter, l'instruction religieuse est laissée au choix des familles et aux soins des ministres du culte en dehors des heures de classe. Surtout, chaque commune doit se doter d'une école primaire officielle. Sa politique comme ministre de l'Instruction déclencha la première guerre scolaire et sa loi fut abrogée dès l'arrivée au pouvoir des catholiques en 1884.
Franc-maçon, il fut membre de la loge maçonnique bruxelloise « Les Amis philanthropes », vénérable maître de la loge « Les Vrais Amis de l'union et du progrès réunis » de 1863 à 1869 et grand maître du Grand Orient de Belgique de 1869 à 1871.